# Lina
Lina ist ein weiblicher Vorname.

## Herkunft und Bedeutung
Der Name Lina hat verschiedene Herleitungen.
Im Arabischen bedeutet لينا Lina [ˈliː.naː] „Palme“ oder „zart“, „weich“.
In Sanskrit bedeutet लीना Lina „aufgenommen“, „vereinigt“.
Darüber hinaus gilt Lina in vielen europäischen Sprachen als Kurzform von Namen mit der Endung -lina. Die genaue Herleitung und Bedeutung ist dann von dem Namen abhängig, auf den die Namensgeber oder Namensträger ihn zurückführen. Diese Herleitung als Diminutiv trifft auch auf die Variante Line und die lettische Form Līna zu.

## Verbreitung
Lina gehört in Belgien (Rang 5), der Schweiz (Rang 5) und Frankreich (Rang 6) zu den 10 beliebtesten Mädchennamen (Stand: 2020). In der Türkei stieg seine Beliebtheit in den letzten Jahren sprunghaft an. Im Jahr 2021 belegte Lina dort Rang 12 der Hitliste.
Lina war im ausgehenden 19. Jahrhunderts ein recht verbreiteter Vorname in Deutschland, dessen Beliebtheit jedoch sank, sodass der Name zwischen 1930 und 1980 kaum vergeben wurde. Aufgrund gestiegener Popularität in den vorangegangenen Jahren gehört Lina seit den 2000er Jahren zu den beliebtesten Mädchennamen. Im Jahr 2021 wurde der Name an 1,14 % aller neugeborenen Mädchen vergeben und belegte so Rang 9 in der Statistik.

## Namensträgerinnen

### Lina
- Lina Abarbanell (1879–1963), deutsche Opernsängerin (Sopran) und Theaterschauspielerin
- Lina Allemano (* 1973), kanadische Jazz- und Improvisationsmusikerin (Trompete, Komposition)
- Lina Andersson (* 1981), schwedische Skilangläuferin
- Lina Antanavičienė (* 1968), litauische Diplomatin und Botschafterin
- Lina Atfah (* 1989), Lyrikerin und Autorin aus Syrien
- Lina Basquette (1907–1994), US-amerikanische Schauspielerin
- Lina Bo Bardi (1914–1992), brasilianische Architektin und Designerin italienischer Herkunft
- Lina Beckmann (* 1981), deutsche Schauspielerin
- Lina Bürger (* 1995), deutsche Fußballspielerin
- Lina Carstens (1892–1978), deutsche Schauspielerin
- Lina Cavalieri (1874–1944), italienische Opernsängerin in der Stimmlage Sopran
- Lina Cheryazova (1968–2019), usbekische Freestyle-Skierin
- Lina Drechsler Adamson (1876–1960), kanadische Geigerin und Musikpädagogin
- Lina E. (* 1995), deutsche Linksextremistin
- Lina Ege (1879–1971), deutsche sozialdemokratische Politikerin und Landtagsabgeordnete
- Lina Esco (* 1985), US-amerikanische Schauspielerin und Regisseurin
- Lina Franziska Fehrmann (1900–1950),  Muse der Brücke-Künstler Ernst Ludwig Kirchner, Erich Heckel und Max Pechstein
- Lina Fourie (* um 1965), südafrikanische Badmintonspielerin
- Lina Fuhr, eigentlich Karoline Fuhrhaus, auch Lina Waldau (1828–1906), deutsche Schauspielerin
- Lina Gálvez (* 1969), spanische Historikerin und Politikerin
- Ligita Girskienė (* 1979), litauische Politikerin
- Lina Glushko (* 2000), israelische Tennisspielerin
- Lina Haag (1907–2012), deutsche kommunistische Widerstandskämpferin
- Lina Hausicke (* 1997), deutsche Fußball- und Handballspielerin
- Lina Hähnle (1851–1941), eigentlich Emilie Karoline Hähnle, Gründerin und langjährige Vorsitzende des Bundes für Vogelschutz
- Lina Hedlund (* 1978), schwedische Sängerin und Moderatorin
- Lina Heydrich (1911–1985), Ehefrau des NS-Funktionärs Reinhard Heydrich
- Lina Hilger (1874–1942), deutsche Pädagogin
- Lina Hofstädter (* 1954), österreichische Schriftstellerin
- Lina Khan (* 1989), US-amerikanische Rechtswissenschaftlerin
- Lina Kostenko (* 1930), eigentlich Ліна Костенко, ukrainische Dichterin
- Lina Kozomara (* 2005), Schweizer Freestyle-Skierin
- Lina Kromer (1889–1977), deutsche Dichterin
- Lina Leandersson (* 1995), schwedische Schauspielerin
- Lina Lehtovaara (* 1981), finnische Fußballschiedsrichterin
- Lina Loos (1882–1950),  österreichische Schauspielerin und Feuilletonistin
- Lina Magaia (1940–2011), mosambikanische Schriftstellerin, Journalistin und Widerstandskämpferin
- Lina Magull (* 1994), deutsche Fußballspielerin
- Lina Maly (* 1997), deutsche Musikerin und Liedermacherin aus Elmshorn
- Lina van de Mars (* 1979), deutsche Moderatorin und Musikerin
- Lina Mayr (1848–1914). österreichisch-deutsche Operettensängerin (Sopran) und Theaterschauspielerin
- Lina Medina (* 1933), peruanische junggebärende Frau
- Lina Meittinger (1856–1928), deutsche Schauspielerin
- Lina Meyer (* 1984), deutsche Volleyballspielerin
- Lina Rabea Mohr (* 1985), deutsche Schauspielerin
- Lina Morgenstern (1830–1909), deutsche Schriftstellerin, Frauenrechtlerin und Sozialaktivistin
- Lina Nyberg (* 1970), schwedische Jazzsängerin und -komponistin
- Lina Pfaff (1854–1929), deutsche Unternehmerin und Wohltäterin
- Lina Prokofjewa (1897–1989), spanisch-sowjetische Sängerin, erste Ehefrau des russischen Komponisten Sergei Prokofjew
- Lina Radke (1903–1983), deutsche Leichtathletin
- Lina Rafn (* 1976), dänische Popsängerin, Songschreiberin und Produzentin
- Lina Ramann (1833–1912), deutsche Musikpädagogin und Musikschriftstellerin
- Lina Richter (1872–1960), deutsche Pädagogin und Lehrerin
- Lina Roessler (* 1985), kanadische Schauspielerin und Filmregisseurin
- Lina Romay (Sängerin) (1919–2010), US-amerikanische Sängerin und Schauspielerin
- Lina Romay (Schauspielerin) (1954–2012), spanische Schauspielerin
- Lina Sandell-Berg (1832–1903), eigentlich Carolina Vilhelmina Sandell, schwedische Dichterin und Theologin
- Lina von Schauroth (1874–1970), deutsche Künstlerin und Kunsthandwerkerin
- Lina Schöner (1882–1965), eigentlich Caroline Leopoldine Schöner, österreichische Gastronomin
- Lina Sieckmann (* 1988), deutsche bildende Künstlerin, Regisseurin, Autorin und Filmproduzentin
- Lina Sommer (1862–1932), pfälzische Mundartdichterin
- Lina Larissa Strahl (* 1997),  deutsche Schauspielerin, Synchronsprecherin und Singer-Songwriterin
- Lina Šukytė-Korsakė (* 1970), litauische Politikerin
- Lina Wasserburger (1831–1901), österreichische Schauspielerin und Schriftstellerin
- Lina Wendel (* 1965), deutsche Schauspielerin
- Lina Wertmüller (1928–2021), italienische Filmregisseurin
- Lina Woiwode (1886–1971), österreichische Schauspielerin
- Lina Wolff (* 1973), schwedische Schriftstellerin und Übersetzerin

Zweiter Vorname:
- Ethel Lina White (1876–1944), britische Autorin von Kurzgeschichten und Kriminalromanen

Pseudonym:
- Lina Larissa Strahl (* 1997), deutsche Schauspielerin, Sängerin und Songwriterin
- Lina (* 1984), Pseudonym von Lee Ji-yeon, südkoreanische Sängerin

### Line
- Line Berggren Larsen (* 1998), dänische Handballspielerin
- Line Bialik Øien (* 1986), norwegische Eishockeyspielerin
- Line Christophersen (* 2000), dänische Badmintonspielerin
- Line Damkjær Kruse (* 1988), dänische Badmintonspielerin
- Line Eid (1907–1985), deutsche Fürsorgerin
- Line Fruensgaard (* 1978), dänische Handballspielerin
- Line Gyldenløve Kristensen (* 1987), dänische Handballspielerin
- Line Henriette Holten (* 1971), norwegische Politikerin
- Line Hoven (* 1977), deutsche Comic-Zeichnerin und Illustratorin
- Line Jahr (* 1984), norwegische Skispringerin
- Line Jensen (Triathletin) (* 1981), dänische Triathletin
- Line Sigvardsen Jensen (* 1991), dänische Fußballspielerin
- Line Kruse (Musikerin) (* um 1972), dänische Geigerin
- Line Kruse (Schauspielerin) (* 1975), dänische Schauspielerin
- Line Damkjær Kruse (* 1988), dänische Badmintonspielerin
- Line Kossolapow (* 1935), deutsche Pädagogikprofessorin, Autorin und Direktorin des Deutschen Jugendinstituts
- Line Leon-Pernet (* 1961), Schweizer Diplomatin
- Line Myers (* 1989), dänische Handballspielerin
- Line Renaud (* 1928), französische Sängerin und Schauspielerin
- Line Uno (* 1993), dänische Handballspielerin
- Line Verndal (* 1972), norwegische Schauspielerin
- Line Van Wambeke (* 1979), belgische Schauspielerin

## In Film und Fernsehen
- Lina Braake oder Die Interessen der Bank können nicht die Interessen sein, die Lina Braake hat mit Lina Carstens in der Hauptrolle
- Die Magd Lina (Darstellerin: Maud Hansson) in Michel aus Lönneberga
- Lina (2016), Schweizer Fernsehfilm von Michael Schaerer[13][14]
- Lina (2017), österreichischer Spielfilm von Walter Wehmeyer, Christine Wurm, W. Andreas Scherlofsky und Tino Ranftl